# Rudolf M. Schuster
Rudolf Mathias Schuster (1921 - 2012) fou un botànic i briòleg nord-americà.

## Algunes publicacions

### Llibres
- r.m. Schuster. 1946. The insects associated with stored grains and cereals in New York State, with especial reference to the Coleoptera and their larvae. Editor Cornell Univ. 684 pp.
- -------------------. 1948. A preliminary revision of the genus Ephuta (Mutillidae) in America north of Mexico. Editor Univ. of Minnesota. 263 pp.
- -------------------. 1950. The ecology and distribution of hepaticae in central and western New York. Ed. Univ. of Notre Dame Press. 201 pp.
- -------------------. 1953. Boreal Hepaticae: a manual of the liverworts of Minnesota and adjacent regions. Bryophytorum bibliotheca 11. Edición	ilustrada, reimpresa de J. Cramer, 558 pp. ISBN  3768211509
- -------------------. 1958. Phytogeography. Boreal Hepaticae 3: a manual of the liverworts of Minnesota and adjacent regions. 76 pp.
- -------------------, w.c. Steere, j.w. Thomson. 1959. The terrestrial cryptogams of northern Ellesmere Island. Ed. Dept. of Northern Affairs and National Resources. Ottawa. iii + 132 pp.
- -------------------. 1963. An annotated synopsis of the genera and subgenera of lejeuneaceae. Ed. J.Cramer. Weinheim
- -------------------. 1964. Metzgeriales. Studies on antipodal hepaticae 4. Editor J. of the Hattori Bot. Lab. 34 pp.
- -------------------. 1965. Archeophylla Schuster and Archeochaete Schuster, New Genera of Blepharostomaceae. Studies on antipodal hepaticae 2. Trans. of the British Bryological Soc. 17 pp.
- -------------------. 1970. Jubulopsis Schuster, Neohattoria Kamimura and Amphijubula Schuster. Studies on antipodal hepaticae 3. Editor J. of the Hattori Bot. Lab. 39 pp.
- -------------------. 1972. Studies on Cephaloziellaceae. Ed. J. Cramer. Lehre. 126 pp.
- -------------------. 1975. Austral Hepaticae III : Stolonophora, a new genus of Geocalycaceae. Fieldiana 36 (11): 111-124
- -------------------. 1977. Boreal Hepaticae, a manual of the liverworts of Minnesota and adjacent regions. Ed. J. Cramer. Vaduz. ISBN  3-7682-1150-9
- -------------------. 1980. Phylogenetic Studies on Jungermanniidae: Radulineae. Nova Hedwigia 32 (4): 927 pp. Editor J. Cramer
- -------------------. 1988. The Hepaticae of South Greenland. Ed. J. Cramer Berlín. 255 pp. ISBN  3-443-51014-0
- -------------------. 2000. Austral Hepaticae. Ed. J. Cramer. Berlin. 2 vol. 524 pp. ISBN  3-443-51040-X, ISBN  3-443-51041-8
- -------------------. 2002. Austral Hepaticae: Part II, Parte 1. Beihefte zur Nova Hedwigia 119. Editor J. Cramer, 606 pp. ISBN  3443510418